# Videóklip
A videóklip (a videó és az angol clip „kivágás, lecsípés, csipet” szavakból) videón történő terjesztésre és televíziós sugárzásra készített rövidfilm, egy zeneszám vizuális megjelenítési formája. Számos változata ismeretes a legegyszerűbbtől a legbonyolultabbig, különféle vizuális és elektronikus effektusok, valamint a helyszínek változatossága folytán.
A videóklipek készülhetnek természetes helyszíneken, illetve filmstúdióban is. A modern videóklipek már számítógépes technikával készülnek, így az elektronikus és vizuális effektusok sokféleségével találkozhatunk.
A videóklipek ma a zeneszámok és ezáltal a hanglemezek marketing–promóciós céljait szolgálják. Általánosságban egy zenei album 3–5 dalához készítenek videóklipet. Történetük a 20. század első negyedére nyúlik vissza, amikor először merült fel annak az ötlete, hogy dalhoz filmet készítsenek. Mai formájában az 1980-as években vált népszerűvé, amiben nagy szerepe volt az 1981-ben indult Music Television csatornának.